# Коліганек (Аляска)
Коліганек (англ. Koliganek) — переписна місцевість (CDP) в США, в окрузі Діллінгем штату Аляска. Населення — 183 особи (2020).

## Географія
Коліганек розташований за координатами 59°41′48″ пн. ш. 157°13′30″ зх. д. / 59.69667° пн. ш. 157.22500° зх. д. (59.696580, -157.224952).  За даними Бюро перепису населення США в 2010 році переписна місцевість мала площу 43,36 км², з яких 43,32 км² — суходіл та 0,04 км² — водойми.

## Демографія
Згідно з переписом 2010 року, у переписній місцевості мешкало 209 осіб у 55 домогосподарствах у складі 45 родин. Густота населення становила 5 осіб/км².  Було 66 помешкань (2/км²).
Расовий склад населення:
| - 95,7 % — корінних американців - 3,3 % — білих |

До двох чи більше рас належало 1,0 %. Частка іспаномовних становила 0,0 % від усіх жителів.
За віковим діапазоном населення розподілялося таким чином: 42,1 % — особи молодші 18 років, 52,6 % — особи у віці 18—64 років, 5,3 % — особи у віці 65 років та старші. Медіана віку мешканця становила 21,3 року. На 100 осіб жіночої статі у переписній місцевості припадало 109,0 чоловіків;  на 100 жінок у віці від 18 років та старших — 105,1 чоловіків також старших 18 років.
Середній дохід на одне домашнє господарство  становив 51 055 доларів США (медіана — 40 000), а середній дохід на одну сім'ю — 58 730 доларів (медіана — 60 000). За межею бідності перебувало 14,7 % осіб, у тому числі 24,5 % дітей у віці до 18 років та 0,0 % осіб у віці 65 років та старших.
Цивільне працевлаштоване населення становило 31 особа. Основні галузі зайнятості: освіта, охорона здоров'я та соціальна допомога — 51,6 %, публічна адміністрація — 16,1 %, транспорт — 9,7 %, науковці, спеціалісти, менеджери — 9,7 %.